# Turrancilla
Turrancilla là một chi ốc biển, là động vật thân mềm chân bụng sống ở biển trong họ Olividae.

## Các loài
Các loài thuộc chi Turrancilla bao gồm:
- Turrancilla akontistes Kilburn, 1980[2]
- Turrancilla williamsoni Petuch, 1987[3]